# Тодоровден
 Тази статия е за празника на свети Теодор Тирон.  За празника на свети Теодор Стратилат вижте Летни Тодоровден.  
Тодоровден е християнски празник в памет на мъченика от IV век свети Теодор Тирон. Празникът е с плаваща дата, свързана с датата на Великден, и се отбелязва съботния ден от първата седмица на Великия пост, наричана по тази причина Тодорова неделя.
Тодоровден е и един от популярните народни празници в България, свързван с отглеждането на коне. Наричан е също Конски Великден, Тодорова събота, Тодорица.

## Имен ден
На Тодоровден празнуват имен ден хората с имена Тодор, Тодорка, Теодора, Тея, Теа, Божидар, Божидара, Доротея, Дора и др. По данни на българския Национален статистически институт към 2017 година Тодоровден се празнува от 130 233 души в страната.

## Чудото с храната
Според преданието за това чудо, Теодор Тирон се явява насън на константинополския патриарх Евдоксий за да го предупреди за интрига, насочена срещу християните в града и околностите му, скалъпена от император Юлиан Отстъпник (332 – 363), прочут с опита си да върне населението на империята към всеобщо предпочитание на езичеството, и префекта на града, а именно – да ги поведе да нарушат спазвания от тях строг пост, като поръси с кръв продаваните на пазарите в града зеленчуци и други постни храни. Съобщава му и че по идея на Юлиан християнските му поданици, които ядат от тях, ще бъдат допълнително подиграни, защото кръвта идва от езически жертвоприношения и съответно така те отчасти, макар и неволно (не забелязвайки я), ще ги споделят. Предупредени своевременно от Евдоксий, християните, които той съветва да не пазаруват 1 седмица, а да ядат само варено жито с мед (т.е. коливо), благополучно дочакват нови доставки и продължават неосквернени да се готвят за Великден. Празникът Теодоров ден, провеждан на подвижна дата, според легендата, датира оттогава и е заради това.

## Кушии
Фолклорната традиция свърза свети Тодор с конете – на Тодоровден той обличал девет кожуха и яхнал коня си отивал при Бог, за да измоли идването на лятото. Според традицията на този ден всеки притежател на кон трябва да го изведе и да участва с него в надбягване, наричано кушия или домле.
При изгрев Слънце мъжете сплитат опашките и гривите на конете, украсяват ги с мъниста, с пискюли и цветя и ги отвеждат на водопой (дават им да пият вода). Жените омесват и раздават помежду си обредни хлябове, като дават от тях и на конете. Варят и жито, което се благославя в църковния храм. Обредната трапеза за празника включва и пита с мая, супа от гъби и „тудоровска леща“.
После идва ред на атрактивното конно състезание – кушията. Победилата двойка кон-ездач се награждава, конят – обикновено с юзда, а неговият стопанин – с риза или кърпа. Спечелилият надбягването обикаля с коня си всички домове, за да честити празника и навсякъде са добре приети, а конят – поен във всички.

## По години (2010 – 2040)
- 2010 – 20 февруари
- 2011 – 12 март
- 2012 – 3 март
- 2013 – 23 март
- 2014 – 8 март
- 2015 – 28 февруари
- 2016 – 19 март
- 2017 – 4 март
- 2018 – 24 февруари
- 2019 – 16 март
- 2020 – 7 март
- 2021 – 20 март
- 2022 – 12 март
- 2023 – 4 март
- 2024 – 23 март
- 2025 – 8 март
- 2026 – 28 февруари
- 2027 – 20 март
- 2028 – 4 март
- 2029 – 24 февруари
- 2030 – 16 март
- 2031 – 1 март
- 2032 – 20 март
- 2033 – 12 март
- 2034 – 25 февруари
- 2035 – 17 март
- 2036 – 8 март
- 2037 – 21 февруари
- 2038 – 13 март
- 2039 – 5 март
- 2040 – 24 март